# شنتو

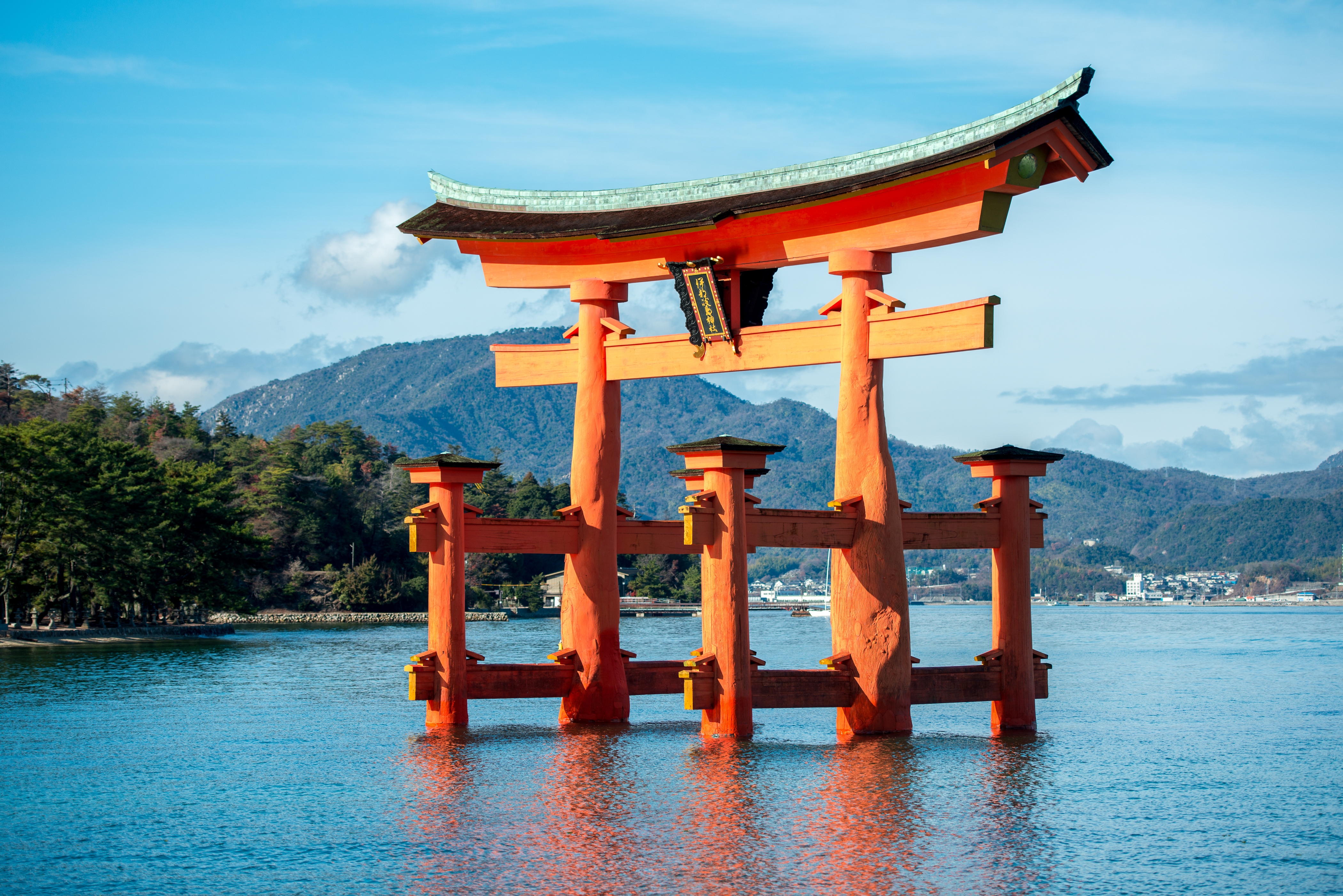
توري (أو روق) بالقرب من المزار الشنتوي في «إيتسوكوشيما»

الشنتوية أو الشنتو أو كامينوميشي (بـاليابانية: 神道 والتي تعني طريق الآلهة) ديانة ظهرت وتطورت في اليابان. لم تعرف الشنتوية - والتي تركت أثرًا بالغًا في التفكير الياباني - طريقها إلى الانتشار على غرار الديانات الأخرى. ليس لهذه الديانة تعاليم محددة، الشيء الذي جعلها تنفتح على العادات الدينية الأخرى بدون أن تؤثر هذه في خاصيتها وتأصلها الفريدين. الشنتوية والتقاليد التي تلازمها ظلت دائمًا حاضرة في مظاهر الحياة اليومية اليابانية.
يصعب وصف الشنتوية لأنه وعكس ديانات أخرى، لا يعرف لها مؤسس ولا معتقد تقوم عليه، لا يمكن أن نعرفها إلا عن طريق مجموعة من العادات والممارسات. عبر التاريخ نشأت وتطورت عدة فرق وطوائف تدعي كلها الانتماء إلى عقيدة الشنتوية الأولية، ولكن أي من هذه الطوائف لم ينجح في أن يفرض نظرياته.

## التسمية
اشتُق اللفظ «شنتو» (ويكتب باليابانية: 神道) من اللفظة الصينية للكتابة السابقة، وبما أن أغلب الحروف الصينية تُقرأ بطريقتين (الطريقة الصينية الأصلية والطريقة اليابانية المحلية)، فإن الكتابة السابقة يمكن أن تقرأ أيضًا على الطريقة اليابانية: «كامي نو ميشي» -ومعناها طريق الآلهة-،ظهر اللفظ لأول مرة في مخطوطة «أخبار بلاد اليابان» أو «نيهون شوكي» (日本書紀) ح 720 م. ويظهر أنه قد استُعمل منذ فترة أزوكا لتمييز العادات والطقوس التي عرفتها البلاد قبل إدخال البوذية.

## التاريخ

### فترة مييجي وإمبراطورية اليابان
يصف برين وتيوين فترة مييجي الممتدة ما بين عام 1868 وعام 1915 بـ«السنوات التأسيسية» بالنسبة لديانة الشنتو الحديثة. يرى العديد من الباحثين أن الشنتو «اختُرعت» في الأساس إبان تلك الفترة. يرى فريدل أن الباحثون أطلقوا على الفترة الممتدة من عام 1868 حتى عام 1945 «فترة شنتو الدولة» بسبب «خضوع عناصر الشنتو لقدر كبير من التأثير والسيطرة العلنية من جانب الدولة خلال تلك العقود، وذلك في الوقت الذي لجأت فيه الحكومة اليابانية إلى استغلال عبادة الأضرحة استغلالًا ممنهجًا كقوة رئيسية لحشد الولاءات الإمبراطورية بغية بناء أمة حديثة». ومع ذلك، كانت الحكومة تتعامل مع الأضرحة بوصفها امتدادًا للحكومة قبل فترة مييجي. وعلاوةً على ذلك، يرى الباحث جيسون آناندا جوزيفسون أنه كان من غير الدقيق وصف الأضرحة على أنها تمثل «دينًا للدولة» أو «ثيوقراطيةً» خلال هذه الفترة، وذلك نظرًا لعدم امتلاكها لأي تنظيم أو عقيدة، وعدم اهتمامها بالتبشير.
أدى تجديد الأخلاق الكونفوشية والوطنية الإمبراطورية بين أبناء الطبقة الحاكمة في اليابان إلى استعراش مييجي في عام 1868. كان ينظر إلى البوذية بين هؤلاء المصلحين باعتبارها تأثيرًا مفسدًا، قوض ما اعتبروه نقاء اليابان وعظمتها الأصيلة. ورغبوا في التشديد مجددًا على عبادة الكامي بوصفها إحدى الطقوس الأصيلة، وكان هذا الموقف نابعًا من قلقهم من التوسع الغربي والخوف من ترسخ المسيحية في اليابان.
وضِع جميع كهنة الأضرحة تحت سلطة الجينجيكان الجديد أو مجلس شؤون الكامي في عام 1868. ونفِذ مشروع يهدف إلى فصل عبادة الكامي عن البوذية بالقوة، وهو ما أدى إلى حظر الرهبان والآلهة والمباني والطقوس البوذية من أضرحة الكامي. تعرضت الكثير من المواد البوذية للتدمير. طرح تسلسل هرمي جديد للأضرحة في عام 1871، جاعلًا الأضرحة الإمبراطورية والوطنية في القمة. ألغي الكهنوت الوراثي، وأدخِل نظام جديد معتمد من قبل الدولة لتعيين الكهنة. حلت الكيوبوشو أو وزارة التعليم محل الجينجيكان في عام 1872. ونسقت حملة أرسل فيها الكيودوشوكو (المبشرون الوطنيون) إلى جميع أنحاء البلاد لنشر «التعاليم العظمى» لليابان، والتي شملت احترام الكامي وإطاعة الإمبراطور. توقفت هذه الحملة في عام 1884. وفي عام 1906، دمجت آلاف الأضرحة القروية حتى أصبح لدى معظم المجتمعات الصغيرة ضريح واحد يتسنى إقامة الطقوس التكريمية للإمبراطور فيه. أصبح الشنتو طقس الدولة الرسمي بصورة فعلية، وروج له بحماس متزايد في الفترة التي سبقت الحرب العالمية الثانية.
في عام 1882، صنفت حكومة مييجي 13 حركة دينية -عدا البوذية والمسيحية- كشكل من أشكال «شنتو الطوائف». تغيرت أعداد وأسماء الطوائف التي حظيت بهذا الاعتراف الرسمي، وغالبًا ما دمجت هذه الطوائف أفكارًا من التقاليد البوذية والمسيحية والكونفوشية والداوية والباطنية الغربية مع الشنتو. اندثرت العديد من التقاليد المحلية خلال فترة مييجي، واستعيض عنها بممارسات موحدة على المستوى الوطني، وهو ما شجعته طوكيو.

### ما بعد الحرب
وضِع دستور جديد لليابان خلال فترة الاحتلال الأمريكي. كرس هذا الدستور حرية الدين وفصل الدين عن الدولة، وهدف هذا الإجراء إلى القضاء على شنتو الدولة. أعلن الإمبراطور أنه ليس كامي، وأصبحت الطقوس الشنتوية، التي تؤديها العائلة الإمبراطورية، شأنًا خاصًا. أدى هذا الفض إلى إيقاف الإعانات الحكومية للأضرحة ومنحها حرية جديدة لتنظيم شؤونها. شكلت العديد من الأضرحة منظمة تطوعية، ألا وهي رابطة الأضرحة الشنتوية (جينجا هونتشو) في عام 1946. وفي عام 1956، أصدرت الرابطة بيانًا عقائديًا تحت عنوان «الخصائص العامة للحياة القائمة على احترام الكامي» (كيشن سيكاتسو نو كوريو)، لتلخيص مبادئ الشنتو على حد اعتبارها. بلغت نسبة الأضرحة الشنتوية اليابانية التي شكلت جزءًا من هذه الرابطة نحو 80% بحلول أواخر تسعينيات القرن العشرين.
ألقى العديد من اليابانيين باللوم على ديانة الشنتو لتشجيعها النزعة العسكرية التي أدت إلى الهزيمة والاحتلال خلال العقود التي أعقبت الحرب. في حين ظل آخرون يشعرون بالحنين إلى شنتو الدولة، وأبديت مخاوف متكررة من تآمر قطاعات من المجتمع الياباني لاستعادتها. دارت العديد من النقاشات القانونية حول مشاركة المسؤولين الحكوميين في الشنتو. فمثلًا، في عام 1965، دفعت مدينة تسو بمحافظة ميه أربعة من كهنة الشنتو حتى يطهروا الموقع الذي تقرر بناء الصالة الرياضية المحلية فيه. رافع النقاد القضية في أروقة المحاكم، مدعين أنها تعارضت مع الفصل الدستوري ما بين الدين والدولة، وفي عام 1971، قضت المحكمة العليا بعدم دستورية إجراءات إدارة المدينة، وذلك على الرغم من نقض المحكمة العليا لهذا القرار في عام 1977.
غالبًا ما امتزجت المواضيع الشنتوية مع الحركات الدينية الجديدة اليابانية خلال فترة ما بعد الحرب. ومن بين طوائف الشنتو، أحرزت تينريكيو النجاح الأكبر على الأرجح، وذلك رغم تنصلها من هويتها الشنتوية في عام 1970. كذلك ألقت وجهات النظر الشنتوية بتأثيرها على الثقافة الشعبية. على سبيل المثال، اعترف مخرج الأفلام هاياو ميازاكي من إستديو غيبلي بتأثير الشنتو على أفلامه مثل فيلم «المخطوفة». كذلك انتشرت ديانة الشنتو في دول الخارج من خلال الهجرة واعتناق غير اليابانيين لها. يعد ضريح تسوباكي الكبير في سوزوكا بمحافظة ميه أول من أسس فرعًا له في الخارج: ضريح تسوباكي الكبير في أمريكا، والذي كان يقع بولاية كاليفورنيا في البداية، لينتقل بعدها إلى مدينة غرانايت فولز بولاية واشنطن.
تولى علماء اللاهوت الشنتويون إجراء جل الأبحاث الأكاديمية حول الشنتو خلال القرن العشرين، وغالبًا ما كانوا من الكهنة، وهو ما أثار اتهامات مفادها أن أبحاثهم خلطت ما بين اللاهوت والتحليل التاريخي في معظم الأحيان. تجدد الاهتمام الأكاديمي بالشنتوية في اليابان وخارجها بدءًا من ثمانينيات القرن العشرين.

## الديموغرافيا
يشارك جل اليابانيين في العديد من التقاليد الدينية، إذ يشير برين وتيوين إلى أنه لا يمكن تفريق الشنتويين عن البوذيين في اليابان إلا من خلال النظر إلى «بضعة استثناءات». وتشمل الاستثناءات الرئيسية أعضاء مجموعات الأقليات الدينية، بما في ذلك المسيحية، والتي تروج لوجهات نظر عالمية إقصائية. تتعقد مهمة تحديد نسب السكان المشاركين في أنشطة الشنتو نتيجة تصريح اليابانيين بأنهم «لا ينتمون إلى أي دين» عند طرح السؤال عليهم في معظم الأحيان. يتجنب العديد من اليابانيين مصطلح «دين»، ويعزى ذلك جزئيًا إلى أنهم لا يحبذون الدلالات التي تحملها الكلمة، والتي تتطابق تطابقًا وثيقًا مع لفظ شوكيو باللغة اليابانية. ويشتق المصطلح الأخير من لفظ «شو» بمعنى «طائفة»، ولفظ «كيو» بمعنى «عقيدة».
تظهِر الإحصاءات الرسمية أن الشنتو تمثل الديانة الأكبر في اليابان، إذ يشارك أكثر من 80% من سكان البلاد في أنشطة شنتوية. وعلى النقيض من ذلك، تصف أقلية صغيرة من اليابانيين نفسها على أنها «شنتوية» في الاستبيانات. وهذا يشير إلى أن عددًا أكبر بكثير من الناس يشاركون في الأنشطة الشنتوية مقارنةً بالذين أسندوا الشنتوية كهوية دينية لهم. لا توجد طقوس رسمية تجعل المرء ممارسًا «للشنتو الشعبي»، وبالتالي، غالبًا ما تقدر «عضوية الشنتو» من خلال حساب عدد أولئك الذين ينضمون إلى الطوائف الشنتوية المنظمة. يبلغ عدد أضرحة الشنتو في اليابان نحو 81,000 ضريح، ويبلغ عدد الكهنة نحو 85,000 كاهن. لم تتجاوز نسبة سكان اليابان الذين حددوا انتمائهم إلى دين منظم الـ40% بحسب ما جاء في استطلاعات الرأي التي أجريت في عام 2006 وعام 2008، وشكل البوذيون نسبة 35% منهم، في حين تراوحت نسبة المنتمين إلى طوائف شنتوية أو أديان مشتقة منها ما بين 30% إلى 40%. وفي عام 2008، ذكرت نسبة 26% من المشاركين ترددها على الأضرحة الشنتوية بانتظام، في حين أعربت نسبة 16.2% عن اعتقادها بوجود الكامي بوجه عام.

## النصوص الأولى

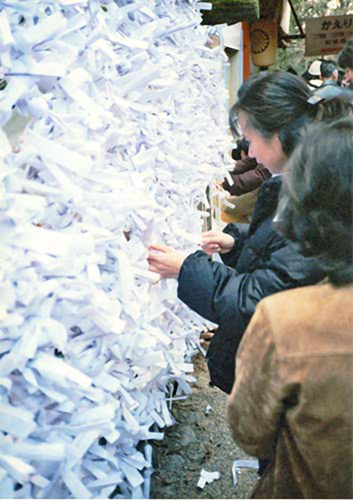
بعض من النسوة يسحبن الـ"أومي كوجي" (おみくじ) أو أوراق البخت في "مزار كسغا" الشنتوي في اليابان

لا يوجد مؤسس معروف للشنتوية، كما لاتوجد كتابات مقدسة. تقوم أعراف هذه الديانة على مجموعة من الأساطير، الحوليات والأشعار: الـ«كوجيكي» (古事記) أو «وقائع الأحداث القديمة» ح 712 م والـ«نيهون شوكي» (日本書紀) أو «مدونات بلاد اليابان» ح 720 م، والتي تروي القصة الأسطورية لنشأة بلاد اليابان، كما تقوم بسرد نسب العائلة الإمبراطورية. بالإضافة إلى ذلك توجد العديد من الكتابات الأخرى على غرار «نوريتو» أو «الأحجار»، وبعض الأشعار الواردة في الـ«مان يوشو» (万葉集) أو «مجموعة العشرة آلاف ورقة» ح 760 م والتي قامت كلها بسرد العادات الدينية لليابان أثناء تلك الفترة.
هذه النصوص والكتابات وضعت بعد دخول البوذية البلاد. رغم محاولتها تقديم شهادات حية على عقيدة الشنتوية الأصلية، إلا أنه لا يمكننا من خلالها العثور على كيفية تطور هذه المعتقدات. في الحقيقة جاءت هذه الكتابات وغيرها كردة فعل منظمة وموحدة مع دخول البوذية البلاد، كان هدفها إثبات صلاحية وتوافق معتقدات الشنتوية في مقابل أو مع ما تدعو إليه البوذية. لم يكن البحث في تطور هذه العقيدة هدفها الأول.

## العقيدة
على عكس الديانات التوحيدية الأخرى، لا يوجد في الشنتوية تعريف للمطلق، لا يمكن لأحد أن يدعي الصواب المطلق ولا الخطأ المطلق، الناس في طبيعتهم غير معصومين من الخطأ. تعتبر الشنتوية من هذه الناحية ديانة متفائلة، حيث تفترض أن الإنسان كائن طيب في الأساس، وأن الشر يقع نتيجة تدخل الأرواح الشريرة، وتنحصر أغلب العبادات الشنتوية في إبعاد هذه الأرواح الشريرة عن طريق تنقية النفس، الصلوات وتقديم القرابين للـ«كامي».
ليس لعقيدة التوحيد مكان في الشنتوية، فبسبب تعدد المظاهر التي يمكن أن تتجلى فيها القوى الإلهية، ربط اليابانيون بين كل ظاهرة وآلهة معينة، وأعداد الكامي لا يمكن حصرها، ويمكن لأي شخص أن يعين آلهته الخاصة. لا يوجد في الشنتوية حياة بعد الموت، يعتبر جسد الشخص الميت شيئا مدنسا، تنطلق روح الميت، بعد أن تتحرر من جسدها المادي فتندمج مع قوى الطبيعة. يقوم أغلب اليابانيين عند تعرضهم لأمور متعلقة بالموت بتفويض أنفسهم إلى العقيدة البوذية.

## الكامي
الكامي (神)، هي كل الأشياء والموجودات التي لا تنتمي إلى مجال التأثير المباشر للإنسان، كل ما هو غريب، عجيب، غامض ومريع. لا توجد للكامي أشكال محددة، كما أنها يمكن أن تتمثل في كل قوى الطبيعة (صخرة، شجرة أو حيوان).

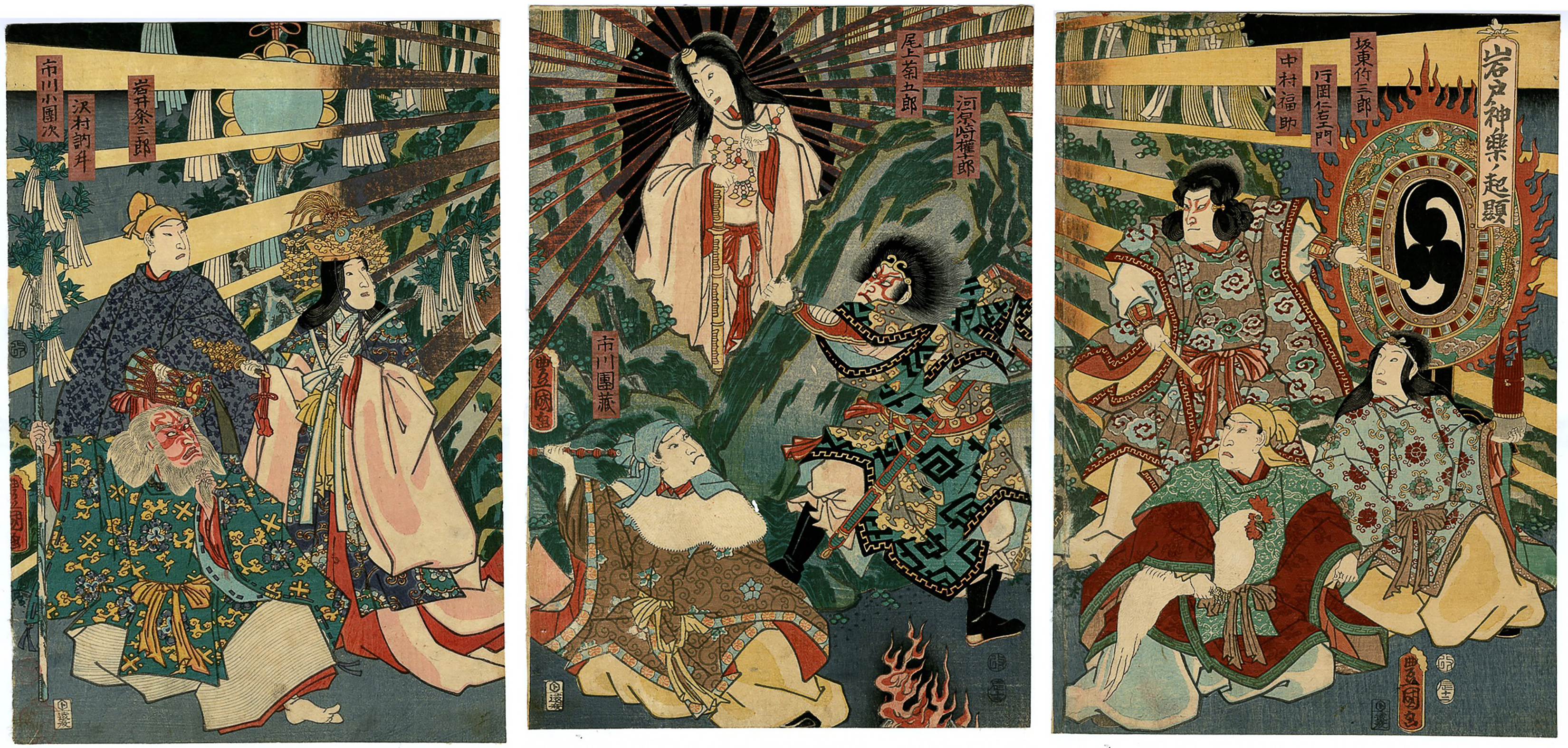
آلهة الشمس "أماتيراسو أومي-كامي": لوحة خشبية للفنان الياباني أوتاغاوا كونيسادا ع (1786—1864 م)

لم يتم تعريف أغلب الـ«كامي» ولا حتى تحديدها بشكل دقيق. يقوم كل تجمع بشري (عائلة، عشيرة أو قرية) بتحديد الـ«كامي» التي يرهبونها والتي يمكن أن ينتظروا منها أفضالا (مننا) من خلال حياتهم اليومية:
- كامي البحر، الأمواج والعاصفة للصيادين،
- كامي الجبل، الصخور، الثلج، الأشجار بالنسبة للحطابين،
- كامي حقول الأرز، المطر، النمو بالنسبة للفلاحين،
- كامي مفترق الطرق بالنسبة للمسافرين،
- كامي البيت، المطبخ، البئر، الحرائق بالنسبة للقرويين،
- كامي الأرض، الأنهار، الرخاء، العافية بالنسبة لجميع الناس.

على أن أشهر الـ«كامي» هي تلك المتعلقة بالعائلة الإمبراطورية، ومنها مثلا: آلهة الشمس «أماتيراسو أومي-كامي» (天照大神). تحكي الأساطير قصتهم، وتشهد بالأصول الإلهية لأباطرة اليابان. تم إنشاء أولى المزارات كـ«إيزي» و«إيزومو» لتقديس هؤلاء الـ«كامي».
لا توجد في اليابان طقوس لعبادة وتقديس الأسلاف، رغم أن بعضهم (الأسلاف) ممن توفى في ظروف خاصة، قد يتم تعريفه على أنه كامي، على أن الأسلاف ليسو كلهم كامي. الأباطرة القدماء مثلا، لم يكونوا محل تعظيم خاص: وجب انتظار فترة مييجي حتى يقام مزار خاص لأول الأباطرة الإنسيين «جينمو-تينو» (神武天皇)، المقام الثاني (مقام ميجي) تم إنشاؤه بعد رغبة شعبية وليس لاعتبارات دينية معينة.

## المزارات
راجع: المزارات الشنتوية

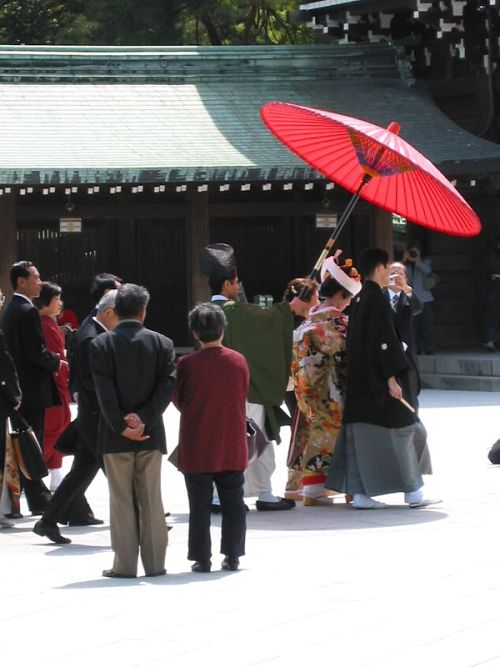
طقوس الزواج حسب الأعراف الشنتوية (مزار مييجي -(طوكيو)

تنتظم مظاهر العبادة في الشنتوية ضمن أفراد نفس المجموعة البشرية. يتم تبجيل وتعظيم الكامي الرئيس للطائفة «أوجي غامي» في مكان معين، ويكون على الأغلب خارج القرية أو التجمعات البشرية، يحدد المكان عن طريق أرواق خشبية (من رَوْقْ: الرواق المفتوح) أو الـ«توري» (鳥居)، ترمز هذه الأرواق إلى الخروج عن عالم الإنسان والدخول إلى عالم الكامي.
كانت هذه الأمكنة في البداية عبارة عن فسحة خالية مخصص للآلهة فقط، تم بعدها تحويلها تدريجيا إلى مزارات، توحي هندسة مباني هذه المزارات بأنبار الأرز (مخازن الغلال). يتم تبجيل الكامي الأخريات، في أمكنة متنوعة: تشكل الصخور والأشجار التي تحيط بالقرية حدودا رمزية لجغرافيا القرية، كما أن تقويم (الرزنامة) العادات والأعياد، الخاص بهذه الجماعة، ينظمان إيقاع الحياة اليومية.
تعتبر المزارات الشنتوية (وتسمهى بالمحلية جينجا) مكانا للعبادة ومقرا للكامي، أغلب الشعائر التي يتم تنظيمها هي ذات طابع احتفالي (ميتسومي)، وهدفها هو تعريف الكامي بالعالم الخارجي. يشرف كهنة الشنتوية على الطقوس والشعائر، يعيش أغلبهم داخل المزارات. يستطيع أي رجل -أو حتى امرأة- أن يصبح كاهنا. بإمكان الكهنة التزاوج وإنجاب الأطفال. تقوم مجموعة من النساء في سن الشباب (ميكو) بمساعدة الكاهن في أداء الطقوس، وفي الأعمال الأخرى التي يقوم يشرف عليها، يرتدين لباسا أبيضا (كيمونو)، يتوجب عليهن أن يكنن غير متزوجات وغالبا ما يختارهن الكاهن من بين بناته.

## العبادة
تتضمن العبادة في الشنتوية أربعة عناصر هي:
- التطهّر والاغتسال: ويقوم بها الكاهن عندما يلوح بفرع من شجرة السيكاكي أو ورقة منها إلى رأس المتطهر.
- تقديم القرابين: وتكون في الأغلب من الحبوب أو الشراب، ويتم اليوم تقديمها في شكل مبلغ من المال، وفي أسوء الحالات يمكن تقديم قرابين رمزية كأغصان شجرة السيكاكي مثلا.
- الصلاة: ويقوم فيها الزائر بتقديم أمانيه ومطابه، وهذا مثال حي على هذه الأدعية:

أولاً وقبل كلّ شيء، 
هناك في حقلك المقدَّس أيُّها الاله المهيمن 
ليت حبة الأرزّ الأخيرة التي سيحصدونها، 
ليت الحبة الأخيرة من الأرزّ التي ستحصد، 
بحبات العرق المتساقط من سواعدهم، 
وتشدّ مع الوحل العالقين بالفخذين، 
ليت هذه الحبة تزدهر بفضلك، 
وتنفتح سنابل الأرزّ التي تتوق إليها الأيدي الكثيرة، 
فتكون أولى الثمرات في الشراب وأعواد النبات.
- الوليمة الرمزية: وهي إشارة إلى تناول الطعام مع كامي، وتتبع هذه الطقوس عملية تناول الساكي المقدس (الجعة محلية وتصنع من خميرة حبوب الأرز)، وقد يقوم بعض الزوار يعدها بأداء رقصات مقدسة خاصة بالمزار.

الشنتوية عقيدة بسيطة ولا تطالب أتباعها بطقوس خاصة ومعقدة، ويمكنها أن تتعايش مع المعتقدات الأخرى، ويتمسك اليابانيون بهذه الطقوس ويعتبرنها جزءا من كيانهم القومي.

## الطقوس والأعياد

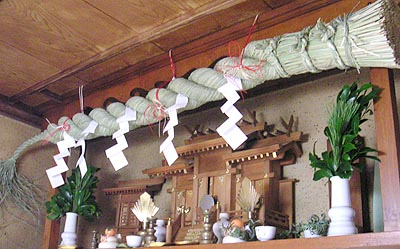
كاميدانا: هي عبارة عن مزارات مصغرة تتواجد في البيوت اليابانية وتخصص لتبجيل الكامي الخاص العائلة

لا يمكن للبشر التعايش بسهولة مع الـ«كامي». لكل منها طبعها الخاص، بعضها يتمتع بروح الدعابة، وبعضها ذو روح عاصفة. يمكن لها أن تكون كريمة وسخية في بعض الأحيان، قاسية وشريرة عندما تداس حرماتها. تنحصر أولى مهام المجموعة (الطائفة) في تنظيم الإطارين المكاني والزماني بحيث تتداخل فيها مجالات البشر والآلهة (الكامي) بأقل طريقة ممكنة، وضع الحدود، الضوابط والمحرمات والسهر على احترامها، ومن جهة أخرى تنظيم الشعائر.
توجد شعائر خاصة لحماية البشر من مظاهر غضب قوى الطبيعة (الزلازل، الجفاف، الفيضانات، الأوبئة، الحرائق). وأخرى تهدف إلى استعادة التناغم بين الجماعات البشرية والكامي عندما يهدد ظهور القوى الطبيعية الفجائية في حياة الإنسان (المولد، الممات) هذا التوازن، وشعائر أخرى احتفالية (ماتسوري)، والتي تقام بشكل دوري مع كل موسم زراعي جديد وقبل مرحلة الجني والحصاد عادة، يتم فيها تبجيل الآلهة حتى ترضى وتعم بركتها على الموسم.

## وصلات خارجية
- الشنتوية